# 騰訊大廈
騰訊大廈（Tencent Towers）又称腾讯科技大厦，位于深圳市南山區深南大道9988号，是腾讯的办公大楼之一，也是其第一座自建大楼，于2009年8月24日正式启用，在2009年至2017年作为腾讯的总部，2017年后也有不少腾讯的重要部门在该楼办公。
腾讯大厦与腾讯滨海大厦，科兴科技园办公区，连同未来启用的腾信前海大厦一起，组成腾讯的总部基地。

## 建築概况

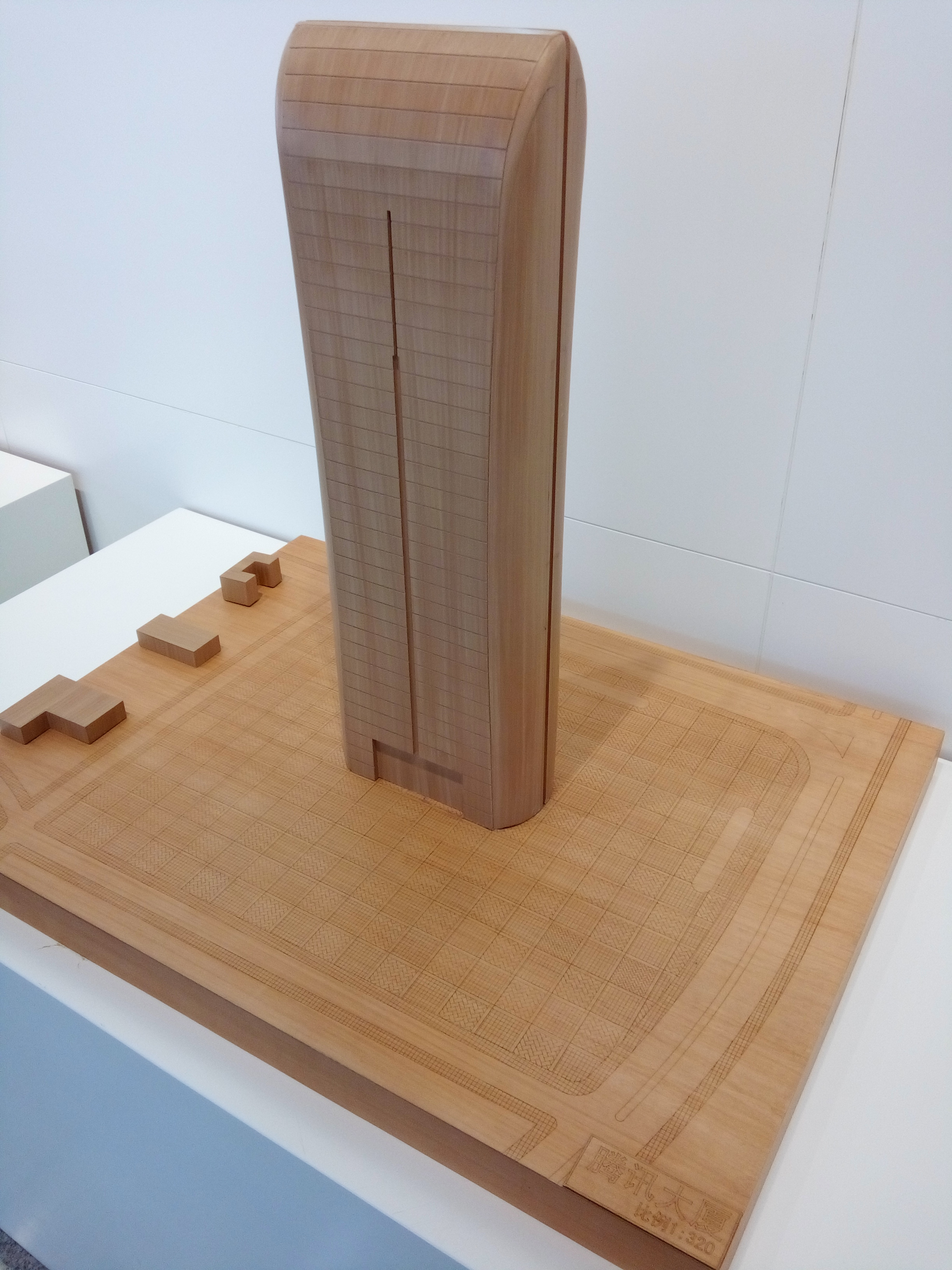
深圳城市規劃展覽館展示的騰訊大廈模型

腾讯大厦楼体总高193米，地上39层，地下3层，总体呈独特的梭型，建筑总面积88180．38平方米，办公面积69796．76平方米。
5-6层为机房，中部设有2层餐厅，有两层为避难层，分别在15、30层，其余的为办公层。楼顶附带有充满未来感的天台花园。
腾讯大厦是腾讯的第三代总部，也是其第一个自建的写字楼。
除此之外，腾讯大厦在启用初期还有如下记录——南山区第一高楼，深圳互联网企业第一座自有总部大楼。

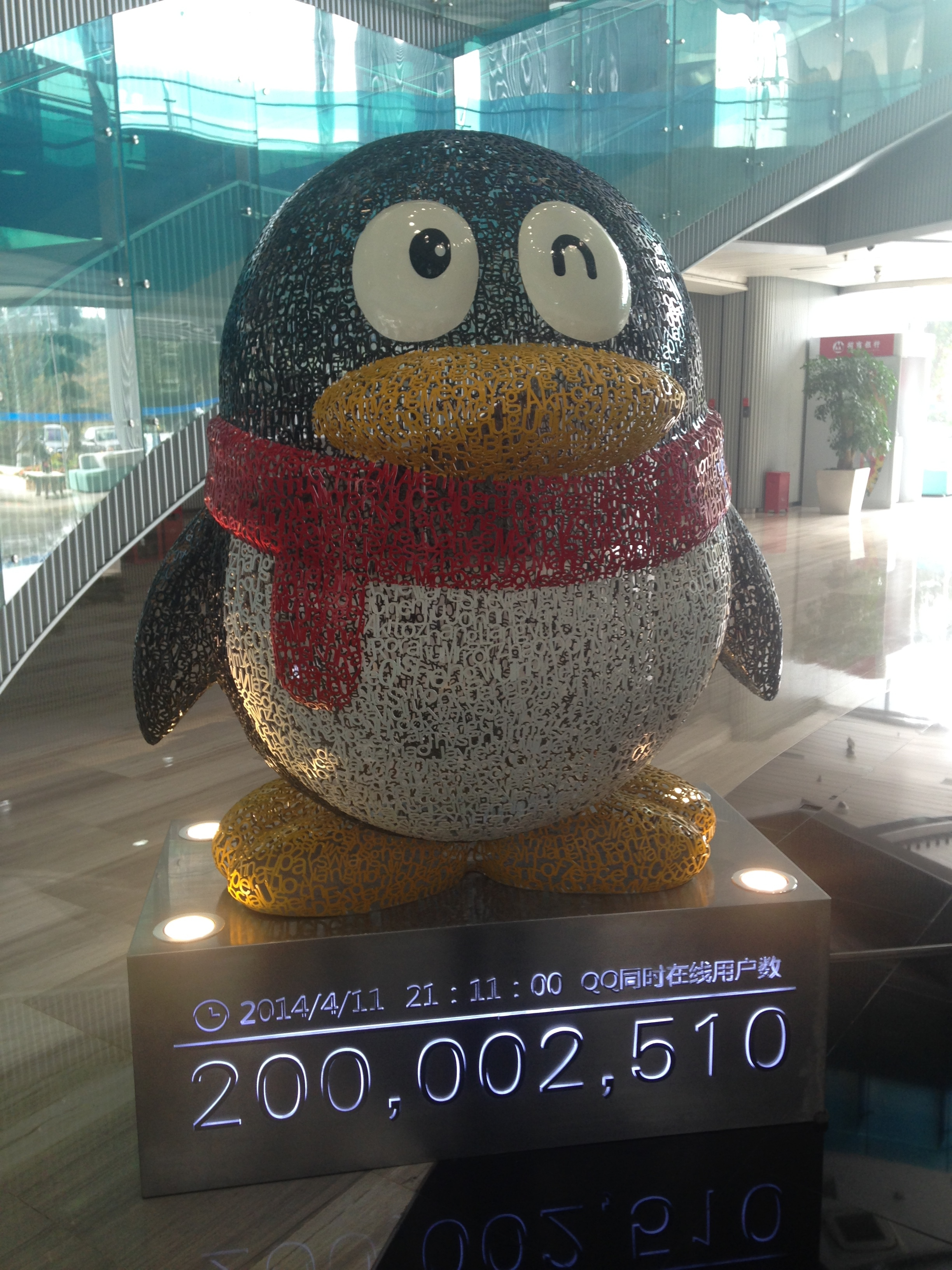
2014年QQ在线用户数纪念公仔（已撤除）

内部装饰有大量的QQ公仔元素，外附设有腾讯主题展示馆暨咖啡厅，主要展示其周边产品和愉悦员工情绪。

## 建筑历史

#### 启用后
2009年8月24日，在马化腾和时任深圳市代市长王荣的见证下，腾讯大厦正式启用。
2015年11月11日，腾讯创立17周年，由腾讯员工打造的一幅总面积高达170平方米的贴纸拼图在腾讯大厦楼下布置，创造了吉尼斯世界纪录"最大的贴纸拼图"的记录。